# Math fab Mathonwy
Nella mitologia gallese Math fab Mathonwy, o Math ap Mathonwy ("Math figlio di Mathonwy"), era il re di Gwynedd che doveva tenere i suoi piedi sul grembo di una vergine a meno che non fosse in guerra per non morire.
Nel quarto ramo del Mabinogion Gilfaethwy, il nipote di Math, si innamora di Goewin, la vergine che tiene i piedi di Math. Il mago Gwydion aiuta suo fratello Gilfaethwy a violentare Goewin. Gwydion con un sortilegio ruba i maiali di Pryderi, re di Dyfed, provocando una guerra tra Math e Pryderi. I suoi nipoti lo accompagnano in battaglia, ma poi tornano indietro di nascosto e Gilfaethwy stupra Goewin.
Alla fine Gwydion uccide Pryderi in duello. Tornato al castello, Math tenta di riposare i piedi sul grembo di Goewin, ma non riusciendoci poiché la giovane non è più vergine, decide di salvarle l'onore prendendola come sposa. In compenso punisce i suoi nipoti condannandoli per tre anni a trasformarsi in tre coppie di animali: una coppia di cervi il primo anno, una coppia di maiali il secondo anno e una coppia di lupi il terzo anno. Dalla loro unione nascono tre figli, i quali, mandati da Math, saranno chiamati dallo stesso Hyddwn, Hychddwn e Bleiddwn. 
Al termine dei tre anni Math fa tornare umani Gilfaethwy e Gwydion e chiede loro una nuova vergine. Gwydion suggerisce sua sorella Arianrhod. Per testare la sua verginità la giovane dovrà camminare sulla bacchetta di Math. La ragazza però mentre è sottoposta alla prova, partorisce un figlio che abbandona fuggendo per la vergogna (Dylan Ail Don). Durante la fuga le cade un «grumo di carne» che viene raccolto e riposto in una cassa da Gwydion. Qualche tempo più tardi si scopre che il grumo di carne è bambino (Lleu Llaw Gyffes). 
Il primo figlio di Arianrhod viene riconosciuto da Math, suo prozio, che lo battezza. Ma appena viene in contatto con l'acqua battesimale, Dylan si tuffa nel mare acquisendo le caratteristiche di una creatura marina e il soprannome Ail Don ("figlio delle onde").
Gwydion alleva il secondo figlio, ma Arianrhod non lo riconosce e segna il destino del figlio ponendo su di esso tre tynged : non avrà nome finché non sarà stata lei a darlo; non porterà armi finché non sarà lei a consegnargliele; non avrà moglie umana. Gwydion riesce ad aggirare i primi due tynged per mezzo di abili inganni, in questo modo il giovane prenderà il nome di Lleu Llaw Gyffes che significa "colui dai capelli biondi e dalle abili mani". Per il terzo tynged sarà necessario l'aiuto di Math: i due creano con la magia una donna da dei fiori e la chiamano Blodeuwedd ("Viso di Fiore").
Un giorno, mentre Lleu è in visita presso Math, Blodeuwedd si innamora di Gronw Pebr e insieme decidono di uccidere Lleu. Blodeuwedd si fa rivelare da Lleu le particolari condizioni in cui può morire e ne informa Gronw. Dopo un anno Blodeuwedd convince Lleu a mostrarle queste particolari condizioni. Di nascosto Gronw scaglia la lancia e ferisce Lleu, che si trasforma in un'aquila e vola via. Gwydion lo rintraccia e lo fa tornare umano, mentre Math lo guarisce dalla ferita.
Lleu si vendica e uccide Gronw lanciando una lancia che nella gittata créera un buco in un sasso (ancora oggi vi è un sasso a Ardudwy chiamato Llech Ronw ).
Gwydion trasforma invece Blodeuwedd in una civetta, la creatura odiata da tutti gli altri animali.
Tornato in possesso delle sue terre, Lleu diventa il successore di Math al trono di Gwynedd.

## Etimologia
Il nome Math potrebbe derivare dal proto-celtico *matu-, "sopportare".
| Controllo di autorità | VIAF (EN) 178748400 · LCCN (EN) n99280070 · GND (DE) 4169090-4 · BNF (FR) cb121071655 (data) |